# Бриський Провал
Бриський Провал (рос. Бришский провал) — печера в Башкортостані, Росія. Печера комплексного (горизонтально-вертикального) типу простягання. Загальна протяжність — 260 м. Глибина печери становить 58 м. Категорія складності проходження ходів печери — 2А. Печера відноситься до Зиганського підрайону Бельсько-Нукуського району Південної області Західноуральської спелеологічної провінції.